# Àlvar d'Ors i Pérez-Peix
Àlvar d'Ors i Pérez-Peix (Barcelona, 14 d'abril de 1915 — Pamplona, 1 de febrer de 2004) va ser un jurista i professor universitari català, especialista en dret romà i fill d'Eugeni d'Ors i Rovira. Va estudiar a Madrid i a Roma i va ser catedràtic a la Universitat de Granada (1943), Santiago de Compostel·la (1944) i Navarra (1961).

## Obres
- Presupuestos críticos para el estudio del derecho romano (1943)
- Epigrafía jurídica de la España romana (1953)
- Derecho privado romano (1968)